# Kalvholm (vid Rumar, Korpo)
Kalvholm är en ö i Finland. Den ligger i Skärgårdshavet och i kommunen Pargas i landskapet Egentliga Finland, i den sydvästra delen av landet. Ön ligger omkring 52 kilometer sydväst om Åbo och omkring 180 kilometer väster om Helsingfors.
Öns area är 37,2 hektar och dess största längd är 1,1 kilometer i sydöst-nordvästlig riktning.